# Ein neuer Stern am Himmel
Ein neuer Stern am Himmel (Originaltitel: A Star Is Born) ist ein Spielfilm des US-amerikanischen Regisseurs George Cukor aus dem Jahr 1954. Judy Garland spielt die Nachwuchssängerin Esther. Norman Maine, dargestellt von James Mason, vermittelt ihr aus Dankbarkeit Probeaufnahmen. Schnell wird die junge Dame ein gefeierter Star. Das Musical ist eine Neuverfilmung von William A. Wellmans Drama Ein Stern geht auf von 1937 und wurde von den Filmstudios Transcona Enterprises und Warner Bros. produziert. Für die musikalische Untermalung waren Harold Arlen und Ira Gershwin zuständig.

## Handlung
Bei der Benefizveranstaltung Die Nacht der Stars in Los Angeles geben sich Hollywoods Prominente die Ehre, um Geld zu Gunsten ehemaliger Leinwandstars zu sammeln. Norman Maine ist die Attraktion des Wohltätigkeitsfestes, doch der Schauspieler lässt das Publikum warten und erscheint wenig später betrunken hinter den Kulissen. Maine kann von den Kulissenschiebern nur mit Mühe davon zurückgehalten werden, auf die Bühne zu treten und demoliert kurze Zeit später bei Anwesenheit von Fotografen die Umkleideräume. Währenddessen bereitet sich die zurzeit in der Stadt gastierende Sängerin Esther Blodgett mit dem Glenn Williams Orchestra auf ihren großen Auftritt vor. Als sie mit ihren zwei Partnern den Song You Gotta Have Me Go with You interpretiert, betritt der stark alkoholisierte Norman Maine die Bühne. Esther versucht ihn von der Bühne zu schaffen. Als es ihr nicht gelingt, baut sie den Schauspieler spontan in die Gesangs- und Tanznummer mit ein und verhindert so einen Skandal. Noch vom Alkohol berauscht, bedankt sich Maine nach der Gala bei der Sängerin, die trotz des negativen Erlebnisses beeindruckt von dem Leinwandstar ist. Stunden später sucht der mittlerweile nüchterne Norman Maine Esther bei Proben in einem geschlossenen Nachtclub auf. Der Schauspieler ist fasziniert von ihrem melancholischen Liebeslied The Man that Got Away und glaubt, in Esther das „gewisse Etwas“ zu erkennen, das eine große Künstlerin ausmacht. Er fährt die verwirrte junge Frau nach Hause und kann die Sängerin, die von einer erfolgreichen Plattenaufnahme in einem großen Tonstudio träumt, zum Bleiben überreden. Der Schauspieler will Esther unbedingt zum Film bringen und vereinbart sogleich am nächsten Tag ein Vorsprechen für sie.
Einen Tag später auf dem Studiogelände kommen sich Norman und Esther näher, als der Schauspieler der verunsicherten jungen Frau hilft, das richtige Make-up für die Probeaufnahmen auszuwählen. Die Sängerin bekommt auf Empfehlung Norman Maines einen Vertrag mit dem Filmstudio, spielt bald eine erste Statistenrolle und sieht sich mit einem Künstlernamen, Vicky Lester, versehen. Mit Hilfe von Maine wird sie kurz darauf mit dem Filmproduzenten Oliver Niles bekannt gemacht, der sie als Ersatz für die Hauptrolle in seinem neuen Musikfilm Es ist eine neue Welt (Born in a Trunk) besetzt. Der Film über eine junge Sängerin, die versucht Karriere zu machen, wird ein Erfolg und Vicky Lester wird als neuer Star Hollywoods gefeiert. Norman Maines neuester Film fällt dagegen bei Publikum und Kritikern durch. Nach dem Erfolg plant Norman, Esther zu verlassen, doch die junge Frau kann ihn von ihrer Liebe überzeugen und beide heiraten heimlich und unerkannt auf dem Land, sehr zum Ärger des Agenten Matt Libby, der eine große und medienwirksame Hochzeit geplant hatte. Norman und Esther ziehen in ein luxuriöses Haus in den Hügeln Hollywoods, doch schon bald fallen erste Schatten über die junge Ehe. Esthers Filmkarriere floriert; Normans Kontrakt wird derweil von der Filmdirektion in New York aufgelöst, da er durch seine vergangenen Eskapaden und zwei erfolglose Filme in Folge ein zu großes Risiko darstellt. Norman verfällt erneut dem Alkohol und verursacht bei der Oscarverleihung eine Szene. Während Esther für ihre Rolle in Eine Welt für zwei mit dem Preis als Beste Schauspielerin ausgezeichnet wird, betritt auf einmal der der Verleihung ferngebliebene Norman alkoholisiert die Bühne, klagt vor der Prominenz Hollywoods über seine Arbeitslosigkeit und schlägt seiner Frau versehentlich ins Gesicht. Nach dem Skandal bei den Oscars versucht Norman, gegen seine Alkoholkrankheit in einem Sanatorium anzukämpfen. Esther, deren Filmkarriere keinen Schaden genommen hat, mimt vor der Kamera die glückliche Sängerin und Schauspielerin, tatsächlich zerbricht sie aber langsam an den Rückschlägen ihres Ehemannes und gibt sich selbst die Schuld für seinen Abstieg. Daraufhin besucht Oliver Niles Norman im Sanatorium und bietet ihm eine Rolle in einem seiner kommenden Filme an. Als Norman aber erfährt, dass es nur eine Nebenrolle ist, weigert er sich, das Angebot anzunehmen und gibt vor, bereits als Hauptdarsteller für eine englische Produktion festzustehen.
Nachdem Norman aus dem Sanatorium entlassen wurde, ist das Paar um der Einsamkeit willen nach Malibu umgezogen. Auf der Pferderennbahn trifft Norman an Weihnachten auf den Filmagenten Matt Libby, der ihm schon von jeher nicht wohl gesinnt war. Es kommt zu einer Schlägerei, und der Ex-Schauspieler erleidet einen Rückfall. Betrunken bleibt er vier Tage von Zuhause fort, verursacht einen Verkehrsunfall und wird im Beisein von Esther und Oliver Niles vor dem Schnellgericht zu sechs Monaten Haft verurteilt. Die bekannte Filmschauspielerin kann jedoch den Richter überzeugen, Milde walten zu lassen und Norman ihrer Obhut zu übergeben. Während die Klatschpresse in der Story um den Ex-Schauspieler ein gefundenes Fressen sieht, beschließt Esther in einem Gespräch mit Filmproduzent Oliver Niles, auf dem Höhepunkt ihrer Karriere Hollywood den Rücken zu kehren. Sie will sich von nun an nur noch um ihren geliebten Ehemann kümmern. Norman, der das Gespräch mitangehört hat, kommt dem Entschluss seiner Ehefrau jedoch zuvor und wählt den Freitod im Meer. Die Beerdigung des Ex-Filmstars, die von Matt Libby organisiert wird, löst einen Massenansturm aus, und Esther erleidet im Gewirr ihrer Fans und unter dem Blitzlichtgewitter einen Nervenzusammenbruch. Sie flieht in die Einsamkeit, wird aber von einem Freund aus ihrer Lethargie gerissen und zum Auftritt bei einer Wohltätigkeitsveranstaltung überredet, an der der Filmstar schon lange zuvor hätte teilnehmen sollen. Die Zeremonie, die von allen Sendern der Welt übertragen wird, findet in dem Theater statt, in dem sich Esther und Norman das erste Mal trafen. In Andenken an ihren verstorbenen Ehemann stellt sich die Künstlerin als Mrs. Norman Maine vor und wird vom Publikum gefeiert.

## Entstehungsgeschichte

### Originalfilm und Vorproduktion
Ein neuer Stern am Himmel ist eine Neuverfilmung von William A. Wellmans Drama Ein Stern geht auf aus dem Jahr 1937, das wiederum von George Cukors Film What Price Hollywood? von 1932 inspiriert wurde. Der Stoff um eine ambitionierte Schauspielerin, die als Kellnerin auf einer Hollywoodparty von einem alkoholkranken Leinwandstar entdeckt und gefördert wird, galt 1937 in der Filmmetropole als skandalös. Dennoch wurde Ein Stern geht auf, mit Janet Gaynor und Fredric March in den Hauptrollen und von David O. Selznick und der United Artists produziert, ein Jahr später für sieben Oscars nominiert. Der Film konnte die Trophäe in der Kategorie Bestes Original-Drehbuch gewinnen, Kameramann W. Howard Greene gewann für den Technicolor-Film einen Ehrenpreis.
Fast fünfzehn Jahre später bemühte sich der US-amerikanische Filmproduzent Sidney Luft um eine Neuverfilmung von Wellmans Drama. Luft hatte 1952 die Schauspielerin Judy Garland geheiratet und versuchte seither, ein erfolgreiches Comeback seiner Ehefrau im Film zu organisieren. Die nur 151 cm große Garland hatte Mitte der 1930er Jahre in den Vereinigten Staaten als Kindergesangsstar bei der MGM Karriere gemacht und war unter anderem durch Filme wie Victor Flemings Das zauberhafte Land (1939) einem breiten Publikum bekannt geworden. Ihr unermüdlicher Arbeitseifer und ihr hektisches Privatleben verlangten aber der Schauspielerin Tribut ab – sie erlitt 1949 bei den Dreharbeiten zu dem Musical Duell in der Manege einen Nervenzusammenbruch und musste durch Betty Hutton ersetzt werden. 1951 war Garland in Stanley Donens Komödie Königliche Hochzeit neben Fred Astaire vorgesehen, erschien aber mitten in der Produktion nicht mehr zu den Dreharbeiten. Der MGM bescherte dies einen Verlust von ungefähr fünf Millionen DM; man besetzte den Part der Ellen Bowen mit der Schauspielerin Jane Powell und kündigte Judy Garland fristlos. Nach Erfolgen am Broadway folgte ein Selbstmordversuch, doch mit Hilfe von Ehemann Sidney Luft gelang es Garland nach einem Aufenthalt in einem Sanatorium, mit einer eigenen Revue wieder Fuß zu fassen.
Um ihrer Filmkarriere mit Ein neuer Stern am Himmel wieder zu Ruhm zu verhelfen, gründete Sidney Luft die Filmproduktionsfirma Transcona Enterprises, an der Judy Garland und er zu 75 Prozent beteiligt waren, Filmproduzent Edward L. Alpherson zu 20 Prozent und Ted Law, ein Freund Lufts, zu 5 Prozent. Allein gelang es ihnen aber nicht, den Film zu produzieren, und das Quartett wandte sich an Jack L. Warner, Präsident des Filmstudios Warner Bros., der mit Judy Garland befreundet war. Man einigte sich darauf, dass Warner Bros. den Film finanzieren sollte und vereinbarte ein Budget auf 1,5 Millionen US-Dollar (andere Quellen berichten von 2,5 Millionen US-Dollar), eine hohe, jedoch zum derzeitigen Zeitpunkt in der Größenordnung übliche Summe für ein Musical. Die Regie wurde George Cukor anvertraut, der den Stoff bereits 22 Jahre zuvor unter dem Titel What Price Hollywood? verfilmt hatte und in der Vergangenheit für erfolgreiche Komödien wie Die Nacht vor der Hochzeit (1940) oder Die ist nicht von gestern (1950) verantwortlich gezeichnet hatte. Cukor war dafür bekannt, die Frauenrollen in seinen Filmen stark herauszustellen, was ihm deshalb auch den Titel eines „Frauen-Regisseurs“ in Hollywood eingebracht hatte. Für die männliche Hauptrolle des alkoholkranken Leinwandstars Norman Maine waren unter anderem Humphrey Bogart, Marlon Brando und Montgomery Clift im Gespräch, die jedoch von Cukor abgelehnt wurden. George Cukors Wunschkandidat Cary Grant, der zuerst für Ein neuer Stern am Himmel zugesagt hatte, wandte sich später vom Filmprojekt ab. Als Ersatz konnte der Brite James Mason verpflichtet werden, der 1947 durch die Hauptrolle in Carol Reeds Kriminalfilm Ausgestoßen große Bekanntheit erlangt hatte. Das Filmskript wurde von dem US-amerikanischen Dramatiker und Drehbuchautoren Moss Hart verfasst, der sich sechs Jahre zuvor das Skript für Elia Kazans Oscar-prämierten Film Tabu der Gerechten (1947) erstellt hatte. Hart erhielt eine Prämie von 100.000 US-Dollar und zum ungestörten Arbeiten ein Haus im kalifornischen Palm Springs. Er orientierte sich weitestgehend an der 1937er Drehbuch-Version von Dorothy Parker, Alan Campbell und Robert Carson, verfügte aber nicht über das Originalskript, sondern lediglich über eine Kopie des Films.

### Beginn der Dreharbeiten
Die Dreharbeiten begannen im September 1953 in den Filmstudios der Warner Bros. in Burbank, Kalifornien. Zur selben Zeit eroberten Jean Negulescos Komödie Wie angelt man sich einen Millionär? und Henry Kosters Bibelfilm Das Gewand die US-amerikanischen Kinos. Beide Produktionen waren im neuen Cinemascope-Format gedreht worden, ein Breitwandverfahren, das Bilder im Seitenverhältnis von 1:2,55 ermöglichte. Aufgrund dieser Entwicklung entschloss man sich, Ein neuer Stern am Himmel ebenfalls in Cinemascope-Format zu drehen. Warner Bros. setzte dabei zunächst auf seine eigene Technologie, das so genannte WarnerSuperScope-Format.
Die Dreharbeiten sollten vor allem von technischen Problemen überschattet, sowie von der Unzuverlässigkeit von Hauptdarstellerin Judy Garland erschwert werden, die immer noch unter Drogenproblemen litt. Warner Bros. hatte noch nie einen Film im Cinemascope-Format produziert, und auch Kameramann Sam Leavitt hatte keine Erfahrung mit der neuartigen Technik gesammelt. Er war gezwungen, dies während der Produktion nachzuholen. Hauptdarstellerin Judy Garland sollte am 3. Oktober 1953 für Kostüm- und Make-up-Tests zur Verfügung stehen, litt aber an Übergewicht, und man entschied, dass sie erst ab 12. Oktober zu den Dreharbeiten dazustoßen sollte. Bis dahin sollte Garland ihre Gewichtsprobleme in Griff bekommen haben. Tatsächlich aber erschien die Schauspielerin beim zweiten Termin nicht zu den Probeaufnahmen, und erst durch Filmproduzent Jack Warner konnte Garland dazu bewegt werden, ihrer Verpflichtung nachzukommen. Die Dreharbeiten begannen mit ihr noch am selben Tag verspätet um 11:25 Uhr mit einer Szene, in der Garland in der Rolle der Esther Blodgett eine winkende Statistin in einem Filmstudio mimte. Die 44 Sekunden lange Szene wurde knapp sechs Stunden lang, bis 17:20 Uhr, gedreht und kostete Warner Bros. 25.000 US-Dollar – und sollte ein halbes Jahr später nachgedreht werden. Es folgten Szenen in Esthers Pension, ihr erstes Zusammentreffen mit Filmagent Matt Libby, Esther als Serviererin in einem Hamburger-Restaurant, sowie Esther und Norman Maines Begegnung im Nachtclub sowie die Gesangsnummer The Man that Got Away. Dann gab Produzent Jack Warner unerwartet bekannt, dass der Film nicht in WarnerScope-Format gedreht werden sollte, da die Technik für Außendrehs am Abend und in der Nacht nicht ausgereift war. Daraufhin wurde der Film nach Lizenzvereinbarungen mit dem konkurrierenden Filmstudio Twentieth Century Fox im gewöhnlichen Cinemascope-Format gedreht. Auch das WarnerColor-Format wurde zu Gunsten des üblichen Technicolor-Verfahrens verworfen. Dies machte einen Nachdreh der bereits aufgenommenen Filmszenen unumgänglich.
Ende November lag das Filmteam neunzehn Tage hinter dem Drehplan zurück und hatte unter Aufwendung von einer Million US-Dollar erst eine Stunde Film produziert. Ab Dezember fiel Judy Garland aus, und es mussten Szenen vorgezogen werden, in denen sie nicht mitwirkte. Die Dreharbeiten wurden am 26. Februar 1954 offiziell beendet, doch es fehlten noch die beiden Gesangsnummern Born in a Trunk und Lose that Long Face. Am 2. März begann der Nachdreh von Lose that Long Face, der jedoch nicht von George Cukor, sondern von Jack Donohue geleitet wurde, einem erfahrenen Choreographen von Tanzeinlagen. Judy Garland, die nicht von Donohues Einsatz informiert worden war, brach in einem hysterischen Anfall zusammen. Sie telefonierte mit Jack Warner und bestand auf Cukor als Regisseur. Als Warner dies ablehnte, verließ Garland auf der Stelle das Filmset und blieb einige Tage der Produktion fern. Daraufhin versuchte man, die Gesangsnummern mit Garlands Double Gloria DeWerd zu inszenieren, aber die Resultate waren nicht überzeugend. Während Judy Garland zu Hause ihren Depressionsschub auskurierte, wurden eher unwichtige Szenen mit James Mason gefilmt, um unter anderem auch Jack Warner zu beruhigen, dass die Produktion voranschritt.
Im März 1954 stellten Regisseur George Cukor und Filmeditor Folmar Blangsted im Schneideraum die Szenen fertig, die bereits vorlagen. Am 25. März wurde die Hälfte des Films Sidney Luft, Judy Garland und Jack L. Warner vorgeführt, die davon überzeugt waren, dass Ein neuer Stern am Himmel ein Erfolg werden würde. Am 13. April wurde die Produktion fortgesetzt, nicht aber mit dem Nachdreh der Gesangsnummer Lose that Long Face, sondern mit einer Szene, in der Judy Garland als Esther Hamburger in einem Restaurant servierte. Erst in der folgenden Woche wurde der Song unter der Regie von Richard Barstow inszeniert. Schon bald war man aber darüber im Klaren, dass der Film mindestens noch eine weitere Gesangsnummer brauchte. Daraufhin wurden drei von Roger Edens und Ira Gershwin eigentlich verworfene Songs zum Born in a Trunk-Medley arrangiert, das den Film um fünfzehn Minuten verlängerte. Regisseur George Cukor gefiel der Plan der nachträglich eingefügten Gesangseinlage nicht, doch Sidney Luft und Jack Warner mochten das Medley. Die Aufnahmen hiervon begannen am 30. Juni 1954 und dauerten stets bis spät in die Nacht. Am letzten Drehtag, dem 28. Juli 1954, wurde die Nummer Peanuts Vendor bis morgens um 2:55 Uhr gefilmt, ehe die Dreharbeiten ein Ende fanden und Crew und Schauspieler dies mit Kuchen und Champagner feierten. Zehn Monate hatte die Produktionszeit betragen und die Kosten waren auf über fünf Millionen US-Dollar gestiegen. Die Länge des Films betrug 194 Minuten, woraufhin Drehbuchautor Moss Hart Filmproduzent Jack Warner anwies, den Film zu kürzen, doch dieser war mit der Länge zufrieden. Nach einer Sneak Preview von Ein neuer Stern am Himmel am 2. August 1954 schrieb auch Regisseur George Cukor an Moss Hart, dass er sich gewünscht hätte, dass der Film ein wenig kürzer gewesen wäre.

## Rezeption
Am 29. September 1954 feierte Ein neuer Stern am Himmel seine Premiere im RKO Pantages Theatre in Los Angeles. Die Filmpremiere war das Ereignis des Jahres, an dem die Hauptdarsteller Judy Garland und James Mason ebenso teilnahmen wie Filmproduzent Jack L. Warner und eine Reihe von prominenten Hollywood-Mimen. George Cukors 37. Regiearbeit, gleichzeitig sein erster gänzlich in Farbe gedrehter Film, wurde von den Kritikern gelobt, die ihn als Satire auf Hollywood verstanden, auch wenn sie nicht so scharf ausfiel wie William A. Wellmans Original. Neben Cukors Inszenierung, bei der sich der Regisseur unter anderem an John Hustons Film Moulin Rouge (1952) orientiert hatte, stand vor allem die Leistung der beiden Hauptdarsteller im Mittelpunkt. Judy Garlands Interpretation wurde als Rolle ihres Lebens bezeichnet und als eine der besten des laufenden Kinojahres bewertet. Vor allem als einprägsam galt Garlands Showeinlage zum Song Somewhere There’s a Someone, in der sie Gesang und Tanz mit Pantomimespiel verband. Kritische Stimmen wie die des Branchenblatts Variety oder des britischen Dramatikers Noël Coward bemängelten die Länge des Films. Variety titelte, dass der außergewöhnlich lange Film den wahren Tod für die Übernahme in die Kinos bedeuten würde. Man sah sich außerdem mit dem Problem konfrontiert, dass es schwierig war, zwei Abendvorstellungen von Ein neuer Stern am Himmel zu organisieren. In der Regel begannen Kinovorstellungen ab 19:30 oder 20:00 Uhr, die Länge des Films machte es jedoch nötig, die erste Vorstellung zu früh, um 18:30 Uhr, die zweite Vorstellung zu spät, um 22:00 Uhr, beginnen zu lassen. Als die gleichen Beschwerden von Kinobesitzern Harry Warner, Mitbegründer von Warner Bros. erreichten, sah er sich dazu gezwungen, seinem Bruder Jack die Anweisung zu geben, Ein neuer Stern am Himmel erheblich zu kürzen. Dieses Vorgehen war aber nicht mit Regisseur George Cukor verabredet worden, der sich mittlerweile in Indien befand, um den Film Knotenpunkt Bhowani (1956) mit Ava Gardner und Stewart Granger zu inszenieren. Editor Folmar Blangsted telegraphierte nach Indien, konnte aber keinen Kontakt mit Cukor herstellen. So verwandelte Blangsted den 181 Minuten langen Film selbstständig in eine über 60 Minuten kürzere, vom Regisseur nicht autorisierte Kinofassung. Die Wut Sidney Lufts, der das Filmprojekt vorangetrieben hatte, richtete sich gegen Jack L. Warner und Regisseur George Cukor. Cukor selbst sollte sein Leben lang kein Wort mehr mit Folmar Blangsted wechseln und sprach davon, dass jemand sein Werk unbarmherzig „geschlachtet“ hätte. Wichtige Teile des Films waren der Schere zum Opfer gefallen, darunter auch die Gesangsnummer „Lose that Long Face“. Alle Kopien wurden auf die kürzere Version zurechtgeschnitten, was Warner Bros. den Zorn von Kritikern und Kinobesitzern einbrachte. Viele Filmtheater hatten persönlich darüber entscheiden wollen, welche Version sie ihrem Publikum vorgesetzt hätten. Bosley Crowther, Kritiker der New York Times, der die 181 Minuten lange Version in seiner Filmbesprechung von 12. Oktober 1954 noch gelobt hatte, nahm Ein neuer Stern am Himmel umgehend von seiner Liste der besten Filme des Jahres.
Die Hoffnung Jack L. Warners, dass der Film ein Erfolg an den Kinokassen werden würde, erfüllte sich nicht. Im November 1954 gingen die Kinokartenverkäufe für Ein neuer Stern am Himmel zurück. Einen Monat später, im Dezember, erkannten alle, dass das Musical keinen Profit abwerfen würde. Bei geschätzten Produktionskosten in Höhe von 5,019 Millionen US-Dollar (andere Quellen sprechen von über sechs Millionen US-Dollar) nahm der Film allein in den Vereinigten Staaten nur 4,35 Millionen US-Dollar ein. Außerhalb der Vereinigten Staaten wurden 1,56 Millionen US-Dollar eingenommen. In Deutschland startete der Film am 21. Dezember 1954 in den Kinos. Trotz der großen Probleme bei der Produktion und dem finanziellen Misserfolg war Jack Warner stolz auf den Film, wie er in seiner Autobiografie verriet. Ebenso stolz auf den Film war Hauptdarstellerin Judy Garland, deren Hoffnungen auf ein Comeback im Film sich nach Ein neuer Stern am Himmel allerdings nicht erfüllten. Erst nach siebenjähriger Leinwandabstinenz konnte sich Garland mit der Nebenrolle der Irene Hoffman Wallner in Stanley Kramers Drama Das Urteil von Nürnberg (1961) erfolgreich zurückmelden und wurde für einen Oscar als Beste Nebendarstellerin nominiert. Sie sollte jedoch nur noch in zwei weiteren Filmen, in John Cassavetes’ Ein Kind wartet und Ronald Neames Bretter, die die Welt bedeuten (beide 1963) mitwirken, ehe sie im Jahr 1969 durch das versehentliche Einnehmen einer Überdosis von Schlafmitteln verstarb.
Im Jahr 1982 machte sich der filminteressierte Museumsleiter Ronald Haver daran, seinen gesamten Urlaub in den Archiven der Warner Bros. zuzubringen, um 27 Minuten verloren gegangenes Filmmaterial von Ein neuer Stern am Himmel wieder aufzuspüren, die bereits kurz nach der Premiere aus dem Film geschnitten worden waren. Haver gelang es, die fehlenden Bänder der Originalfilmmusik, jedoch nur zwanzig Minuten des Filmmaterials wiederaufzufinden. So konnte eine 176 Minuten lange Fassung wiederhergestellt werden. Die fehlenden Szenen wurden durch eine Reihe von zeitgenössischen Fotografien der Produktion, Dialog oder Musik ersetzt. Regisseur George Cukor war es vergönnt, die wiederhergestellte Fassung seines Films noch einmal zu sehen. Cukor, der mit Ein neuer Stern am Himmel seinen Einstieg ins Musicalfach gefeiert hatte und elf Jahre später für das Musical My Fair Lady (1964) mit dem Regie-Oscar ausgezeichnet wurde, starb am 24. Januar 1983, einen Tag vor der Wiederveröffentlichung des Films.

### Kritiken
- „… niemand kann leugnen, daß dieser Film artistisch in jeder Hinsicht eine Glanzleistung ist. Wie James Mason die Schema-Rolle des trunksüchtigen Schauspielers nobel individualisiert, wie die Regie jede noch so belanglose Szene, jeden noch so banalen Satz zu „Etwas“ zu machen versteht, wie hier Revue und Tanz in die Handlung eingeschmolzen sind, das alles muss man, ob man will oder nicht, bewundern. Die Hauptdarstellerin Judy Garland ist ein Phänomen. So hat man lauter funkelnde Kostbarkeiten beisammen – es fehlt nur: das, was sie krönen sollen.“ (film-dienst)

- „Zum Teil ist der Film Hollywood-Satire – amüsant, wie sich im Studio die unscheinbare Esther Blodgett in die glamouröse Vicky Lester verwandelt; beißend, wo Esther und Norman in die Fänge der Publicity-Maschinerie geraten. Und er ist eine wunderschöne Mischung aus Musik, geistreichem Witz und romantischer Tragödie, zwingend und überzeugend.“ (1001 Filme – Die besten Filme aller Zeiten)

- „Niemand übertrifft Mr. Cukor, wie er diese Art Film handhabt, und er enthält Leistungen von Miss Garland und Mr. Mason, die das Herz flattern und bluten lassen. Solche Episoden wie ihr Zusammentreffen in der Nacht bei einer Benefizveranstaltung, ihr Gespräch über das Heiraten auf einer Tonbühne unter einem lauschenden Mikrofon, ihr ergreifendes Füreinanderdasein in einem Millionen Dollar teuren Strandbungalow, ihre peinigende Zerreißprobe in einem nächtlichen Gericht, sind wundervoll und echt gespielt.“ (New York Times)

### Auszeichnungen
Judy Garland galt bei der Oscarverleihung im Jahr 1955 (offizielle Zählung 1954) als Favoritin für die Trophäe in der Kategorie Beste Hauptdarstellerin. Die US-amerikanische Schauspielerin war im Vorfeld mit dem Golden Globe als Beste Hauptdarstellerin in einer Komödie bzw. Musical ausgezeichnet worden. Bei der Zeremonie am 30. März 1955, die sowohl im RKO Pantages Theatre in Los Angeles unter der Moderation von Bob Hope, als auch im NBC Century Theatre in New York City mit Thelma Ritter als Gastgeberin stattfand, war der Film in sechs Kategorien nominiert, konnte sich jedoch nicht gegen die Konkurrenz durchsetzen. Garland hatte gegenüber Grace Kelly überraschend das Nachsehen, die für George Seatons Drama Ein Mädchen vom Lande geehrt wurde. Der US-amerikanische Komiker Groucho Marx sah sich daraufhin zu einem Telegramm an die unterlegene Schauspielerin veranlasst, in dem er ihre Niederlage mit dem berühmten Raubüberfall auf das Bostoner Brinks Building im Jahr 1950 verglich (Original-Ton: „the biggest robbery since Brinks.“). Hauptdarsteller James Mason, der ebenfalls mit dem Golden Globe in der Sparte Komödie bzw. Musical ausgezeichnet worden war, musste sich durch Marlon Brando (Die Faust im Nacken) geschlagen geben. Ebenfalls unprämiert blieben Ray Heindorfs Filmmusik und Harold Arlens und Ira Gershwins Filmsong The Man that Got Away. In Deutschland wurde der Film im März 1955 von der Evangelischen Filmgilde zum Film des Monats gekürt.
Im Jahr 2000 wurde Ein neuer Stern am Himmel in das National Film Registry aufgenommen, ein Verzeichnis US-amerikanischer Filme, die als besonders erhaltenswert angesehen werden.
Das American Film Institute wählte den Film auf Platz 7 der 25 bedeutendsten amerikanischen Musicalfilme. In der 2004 veröffentlichten Liste AFI’s 100 Years … 100 Songs des American Film Institute zu den 100 bedeutendsten Liedern im amerikanischen Film wurde das Lied The Man that Got Away auf Platz 11 gewählt.
| Filmpreis (Auswahl)                    | Kategorie                                      | Resultat  | Preisträger/ Nominierte                                              |
| -------------------------------------- | ---------------------------------------------- | --------- | -------------------------------------------------------------------- |
| Oscarverleihung 1955                   | Bester Hauptdarsteller                         | Nominiert | James Mason                                                          |
| Oscarverleihung 1955                   | Beste Hauptdarstellerin                        | Nominiert | Judy Garland                                                         |
| Oscarverleihung 1955                   | Bestes Szenenbild (Farbfilm)                   | Nominiert | Malcolm C. Bert, Gene Allen, Irene Sharaff, George James Hopkins     |
| Oscarverleihung 1955                   | Bestes Kostümdesign (Farbfilm)                 | Nominiert | Jean Louis, Mary Ann Nyberg, Irene Sharaff                           |
| Oscarverleihung 1955                   | Bester Filmmusik – Musical                     | Nominiert | Ray Heindorf                                                         |
| Oscarverleihung 1955                   | Bester Song                                    | Nominiert | Harold Arlen (Musik), Ira Gershwin (Text), („The Man that Got Away“) |
| British Film Academy Awards 1956       | Beste ausländische Darstellerin                | Nominiert | Judy Garland                                                         |
| Directors Guild of America Awards 1955 | Beste Regie – Kinofilm                         | Nominiert | George Cukor                                                         |
| Golden Globe Awards 1955               | Bester Hauptdarsteller – Komödie oder Musical  | Gewonnen  | James Mason                                                          |
| Golden Globe Awards 1955               | Beste Hauptdarstellerin – Komödie oder Musical | Gewonnen  | Judy Garland                                                         |
| Laurel Awards 1955                     | Beste Darstellerin – Musicalfilm               | Gewonnen  | Judy Garland                                                         |
| Writers Guild of America Awards 1955   | Bestes Drehbuch – Musicalfilm                  | Nominiert | Moss Hart                                                            |

## Neuverfilmung
Im Jahr 1976 wurde die Geschichte in den Vereinigten Staaten von dem US-amerikanischen Regisseur und Drehbuchautor Frank Pierson unter dem Titel A Star Is Born noch einmal für das Kino verfilmt. Die 139 Minuten lange Neufassung, mit Barbra Streisand und Kris Kristofferson in den Hauptrollen, wurde in die Rock- und Popwelt verlegt. Streisand spielt die junge Esther Hoffman, während Kristofferson den Rockstar John Norman Howard mimt, für den der Abstieg beginnt. Regisseur Pierson und die Drehbuchautoren John Gregory Dunne und Joan Didion orientierten sich bei ihrem Drehbuch an der 1937er Version von William A. Wellman, konnten aber mit dem Film nicht an den Kritikererfolg der vorangegangenen Verfilmungen anknüpfen. Er wurde als schreckliches Rührstück bewertet (vgl. Heyne Filmlexikon). Dennoch wurde der von Barbra Streisand und Paul Williams gemeinsam interpretierte Filmsong „Evergreen“ mit dem Oscar ausgezeichnet.
2018 kam mit A Star Is Born eine weitere Neuverfilmung mit Bradley Cooper und Lady Gaga in die Kinos. Lady Gaga gewann wie zuvor Barbara Streisand den Oscar für den besten Filmsong „Shallow“.